# Jean Holmes
Pour les articles homonymes, voir John Holmes.
John Holmes, dit Jean Holmes, né le 7 février 1799 à Windsor dans le Vermont et mort le 18 juin 1852 à L'Ancienne-Lorette, est un prêtre américain, membre agrégé de la Société des prêtres du Séminaire de Québec. Il fut un des principaux acteurs qui contribuèrent à la fondation de l’Université Laval en 1852.

## Carrière
Né de parents protestants et puritains, John Holmes fut placé au Collège de Dartmouth où il prit goût à l’étude, au point de vouloir faire sa théologie et devenir ministre, mais son père le retira du collège, pour le faire travailler avec lui, à Colebrook, sur des propriétés qu’il venait d’acheter à son intention. Le jeune homme ne put se faire à cette destinée et ne tarda pas à déserter pour gagner le Canada, âgé seulement de seize ans.
Il entra d’abord dans la boutique d’un tanneur à Sherbrooke. Déniché là par un instituteur de Trois-Rivières du nom de Burroughs, il trouva asile chez l’abbé Charles Écuyer, curé d’Yamachiche, qui le fit entrer dans l’Église catholique en 1817 et terminer ses études au Collège de Montréal. Ayant décidé de devenir prêtre, Holmes prit la soutane et enseigna la philosophie au Séminaire de Nicolet où il est aussi étudiant. Ordonné prêtre le 5 août 1823, il fut vicaire à Berthier-en-Haut, puis missionnaire des Cantons de l’Est. Parfaitement bilingue, il célébrait des cérémonies à la demande des irlandais catholiques jusqu'au limite de l'Estrie. Il célébra à l'occasion, des messes chez Clara Lloyd Felton, veuve  née en Suisse, de confession catholique qui a eu sept filles, elle s'était remariées avec William Locker Felton. Les fatigues de ce ministère itinérant ayant compromis sa santé, il offrit ses services au Séminaire de Québec.
Accueilli en 1827, l’abbé Holmes devint membre agrégé de la Société des prêtres du Séminaire de Québec en 1828 et, l’année suivante, il entra au Conseil. Il fut d’abord professeur de philosophie, avec accompagnement traditionnel des sciences et des mathématiques. Le 13 août 1830, il devint directeur-préfet du Petit Séminaire mais, l’année suivante, on dédoubla cette fonction et il fut le premier préfet des études en titre jusqu’en 1836, sans laisser l’enseignement. Selon toute probabilité il fut le responsable, ou du moins l’un des responsables de l’entrée du grec au programme du Petit Séminaire, ayant étudié cette langue à titre personnel, à Montréal ou à Nicolet.

## Un éducateur hors pair
En 1836, il partit pour l’Europe, où il fut un an et demi, mandaté par le Séminaire pour réclamer la restitution des propriétés confisquées en France lors de la Révolution, (ne pas confondre avec les biens et propriétés jésuites confisqués en Nouvelle-France en 1760 par les Britanniques). Il fut chargé pour le compte du gouvernement de préparer les voies à l’ouverture d’écoles normales au Canada. En effet, il avait joué un rôle prépondérant dans la création des deux premières écoles normales de Québec et de Montréal. Non seulement avait-il été l’un des inspirateurs de la loi adoptée à cet effet le 31 mars 1836, mais c’est à lui que les comités de régie des futurs établissements confièrent la mission d’aller aux États-Unis et en Europe afin d’y étudier le fonctionnement de semblables maisons d’enseignement, de recruter des professeurs et d’acheter des manuels et de l’équipement de laboratoire.

## Importation de livres français
Après la capitulation de la Nouvelle-France en 1760, la navigation se faisait entre Québec et Londres; Le commerce triangulaire en Nouvelle-France fut coupé et les marchands britanniques prirent le contrôle du commerce, importations et exportations. Les liens étaient coupés avec la France, il était impossible de commander des livres en français pour les écoles qui étaient encore fonctionnelles. Les livres devaient être commandés en passant par un libraire londonien. Cette situation rendaient les livres très rares et dispendieux car des frais d'importation s'appliquaient, certains livres étaient même saisis comme objets de contrebande. En 1815, après les Guerres napoléoniennes; le commerce et les transports vers la France s'ouvrirent peu à peu.

## Libéralisation des échanges
La nouvelle de son voyage ne fut pas plus tôt connue que Jean Holmes se vit assiégé de demandes de toutes sortes. Tout le monde voulut profiter de l’occasion. Les Séminaires de Québec, de Nicolet, de Saint-Hyacinthe et le collège de Sainte-Anne-de-la-Pocatière le prièrent de bien vouloir leur procurer des livres, des manuels de classe, des spécimens d’histoire naturelle et des instruments de physique et de chimie. Les Ursulines de Québec et de Trois-Rivières, l’Hôpital général, l’Hôtel-Dieu, la Société d’éducation de Québec et jusqu’à la librairie Thomas Cary & Co (bibliothécaire, imprimeur et éditeur du journal The Quebec Mercury) lui demandèrent aussi des livres de classe et autres. Il lui fallut encore accepter de la part de la Literary and Historical Society of Quebec, dont il était l’un des directeurs, la tâche de recueillir des documents sur l’histoire du Canada et de rencontrer les dirigeants de plusieurs instituts européens. Le commerce se libéra progressivement entre 1815 et 1830, toujours en passant par Londres, jusqu'à ce que les relations commerciales furent rétablies en 1855 par la mission d'amitié de Paul-Henry de Belvèse qui visita le Canada.
L’abbé Holmes rapporta une très riche collection de minéraux, avec des livres et des instruments de physique pour le Séminaire de Québec et d’autres collèges classiques de la province. Il continua d’ailleurs à faire venir de ces instruments par la suite et dota le Séminaire du plus riche cabinet de physique qu’on eût alors en Amérique.

## Dernières années
Après son retour, l’abbé Holmes fut encore une fois directeur-préfet du Petit Séminaire pendant deux ans, de 1838 à 1840, puis seulement préfet, jusqu’en 1849.
Tant à titre de professeur qu’à titre de préfet et directeur au Séminaire de Québec, l’abbé Holmes développa une pédagogie se rapprochant davantage du courant libéral catholique présent dans la ville de Québec que du mouvement ultramontain qui gagnait en ardeur dans la région de Montréal. Dans son ouvrage intitulé Le Romantisme littéraire au Canada français, l’historien Laurence Adolphus Bisson souligne qu’« il faut tenir compte de l’influence […] de l’abbé Holmes et de l’abbé Bouchez [sic : Pierre-Henri Bouchy] » dans l’émergence et dans la diffusion d’un libéralisme modéré, catholique, au sein des institutions d’enseignement classique.
Par exemple, au Séminaire de Québec, une pédagogie libéralisée agissait discrètement et permettait le développement d’une certaine autonomie intellectuelle de l’écolier. Sous la tutelle de l’abbé Holmes, l’enseignement de l’histoire tira sa didactique des cahiers d’histoire, des feuillets remplis par l’élève « non pas sous la dictée du maître, mais d’après ses lectures et ses recherches, le maître n’ayant fait que [le] diriger dans [ses] études. » Tel que réclamé par les catholiques libéraux, généralement « favorables à la libre recherche intellectuelle », l’abbé Holmes augmenta substantiellement les charges de cours proposés à la population de Québec, élargissant de surcroît le champ de connaissance ouvert aux écoliers : « […] il introduisit l’enseignement de l’histoire au Canada en 1838 et encouragea la pratique de la musique, de l’art oratoire et du théâtre. » Ce chaland passionné de la librairie J. & O. Crémazie aspirait à placer le Séminaire de Québec à l’égal « des bons établissements d’éducation libérale en France. »
L’abbé Holmes joua également un rôle dans l’émergence littéraire du poète national Octave Crémazie. L’historien Séraphin Marion rappelle que le jeune Crémazie rencontra, au Séminaire de Québec vers 1842, l’abbé Holmes « qui semble bien avoir une influence majeure sur la destinée » du poète. Ce serait « le cher abbé sans doute qui communiqua à son élève le feu sacré, la passion de la lecture, l’amour du travail. » Holmes aurait allumé chez son émule « un flambeau qui devait, quelque vingt ans plus tard, illuminer de ses rayons le berceau de la poésie canadienne » ; de surcroît, « le Canada français [serait] redevable de ce bienfait à l’abbé Holmes, guide réputé de Crémazie. »
La clairvoyance et la vigueur de sa pédagogie portèrent la réputation du Séminaire de Québec au niveau qui lui valut la fondation de l’Université Laval, en 1852. Mais l’abbé Holmes avait déjà pris sa retraite, accablé par les infirmités : à partir de 1848, il résida à la campagne à la Malbaie, à I’île-aux-Coudres, à l’Ancienne-Lorette. Au printemps de 1852, il reparut encore une fois dans la chaire de la cathédrale de Québec, qu’il avait illustrée de ses conférences, quelques années durant. Mais il mourut subitement, à l’Ancienne-Lorette, le 18 juin 1852. Ses funérailles eurent lieu le 20, dans la chapelle du Séminaire.

## Œuvres
Outre ses Conférences de Notre-Dame de Québec (deux éditions), M. Holmes avait publié une Histoire ancienne ... (1831) et un Nouvel abrégé de géographie moderne ... (1832-33), qui connut après lui de nombreuses rééditions.